# Okręg wyborczy nr 17 do Sejmu Rzeczypospolitej Polskiej
Okręg wyborczy nr 17 do Sejmu Rzeczypospolitej Polskiej obejmuje obszar miasta na prawach powiatu Radomia oraz powiatów białobrzeskiego, grójeckiego, kozienickiego, lipskiego, przysuskiego, radomskiego, szydłowieckiego i zwoleńskiego (województwo mazowieckie). W obecnym kształcie został utworzony w 2001. Wybieranych jest w nim 9 posłów w systemie proporcjonalnym.
Siedzibą okręgowej komisji wyborczej jest Radom.

## Wyniki wyborów
| Podział 9 mandatów: SLD–UP: 3 Samoobrona: 1 PSL: 2 PO: 1 PiS: 1 LPR: 1 |

| Podział 9 mandatów: SLD: 1 Samoobrona: 2 PSL: 1 PO: 1 PiS: 3 LPR: 1 |

| Podział 9 mandatów: LiD: 1 PSL: 1 PO: 3 PiS: 4 |

| Podział 9 mandatów: RP: 1 PSL: 1 PO: 3 PiS: 4 |

| Podział 9 mandatów: PSL: 1 K’15: 1 PO: 2 PiS: 5 |

| Podział 9 mandatów: KO: 2 PSL: 1 PiS: 6 |

| Podział 9 mandatów: KO: 2 TD: 1 PiS: 6 |

## Reprezentanci okręgu
| Sejm | Rok  | Poseł KW           | Poseł KW                | Poseł KW           | Poseł KW                                        | Poseł KW   | Poseł KW            | Poseł KW       | Poseł KW             | Poseł KW                            | Poseł KW           | Poseł KW      | Poseł KW                | Poseł KW | Poseł KW       | Poseł KW | Poseł KW         | Poseł KW | Poseł KW     |
| ---- | ---- | ------------------ | ----------------------- | ------------------ | ----------------------------------------------- | ---------- | ------------------- | -------------- | -------------------- | ----------------------------------- | ------------------ | ------------- | ----------------------- | -------- | -------------- | -------- | ---------------- | -------- | ------------ |
| IV   | 2001 |                    | J. Łopuszański LPR      |                    | M. Wikiński SLD–UP (2001) SLD (2005) LiD (2007) |            | D. Grabowska SLD–UP |                | T. Nałęcz SLD–UP     |                                     | E. Kopacz PO       |               | W. Łyżwińska Samoobrona |          | Z. Kuźmiuk PSL |          | D. Grabowski PSL |          | M. Suski PiS |
| IV   | 2004 | T. Balcerowski PSL | J. Łopuszański LPR      | M. Dziuba PSL      | M. Wikiński SLD–UP (2001) SLD (2005) LiD (2007) |            | D. Grabowska SLD–UP |                | T. Nałęcz SLD–UP     |                                     | E. Kopacz PO       |               | W. Łyżwińska Samoobrona |          |                |          |                  |          | M. Suski PiS |
| V    | 2005 | W. Bałażak LPR     |                         | L. Wiśniewska PiS  | M. Wikiński SLD–UP (2001) SLD (2005) LiD (2007) |            | M. Wróbel PiS       |                | M. Paduch Samoobrona | M. Maliszewski PSL (2005) TD (2023) | E. Kopacz PO       |               | W. Łyżwińska Samoobrona |          |                |          |                  |          | M. Suski PiS |
| VI   | 2007 |                    | R. Witkowski PO         |                    | M. Wikiński SLD–UP (2001) SLD (2005) LiD (2007) | D. Bąk PiS | M. Wróbel PiS       |                | C. Czechyra PO       | M. Maliszewski PSL (2005) TD (2023) | E. Kopacz PO       |               | K. Sońta PiS            |          |                |          |                  |          | M. Suski PiS |
| VII  | 2011 |                    | R. Witkowski PO         | A. Ryfiński RP     | Z. Kuźmiuk PiS                                  | D. Bąk PiS | M. Wróbel PiS       |                | C. Czechyra PO       | M. Maliszewski PSL (2005) TD (2023) | E. Kopacz PO       |               |                         |          |                |          |                  |          | M. Suski PiS |
| VII  | 2014 | M. Woźniak PO      | K. Sońta PiS            | A. Ryfiński RP     |                                                 | D. Bąk PiS | M. Wróbel PiS       |                | C. Czechyra PO       | M. Maliszewski PSL (2005) TD (2023) | E. Kopacz PO       |               |                         |          |                |          |                  |          | M. Suski PiS |
| VIII | 2015 | L. Ruszczyk PO     |                         | A. Kosztowniak PiS | A. Kwiecień PiS                                 | D. Bąk PiS | A. Białkowska PO    |                | R. Mordak K’15       | M. Maliszewski PSL (2005) TD (2023) | W. Skurkiewicz PiS |               |                         |          |                |          |                  |          | M. Suski PiS |
| IX   | 2019 |                    | J. Kluzik-Rostkowska KO | A. Kosztowniak PiS | A. Kwiecień PiS                                 | D. Bąk PiS |                     | K. Frysztak KO |                      | M. Maliszewski PSL (2005) TD (2023) | R. Fogiel PiS      | A. Górska PiS |                         |          |                |          |                  |          | M. Suski PiS |
| X    | 2023 | Z. Kuźmiuk PiS     | J. Kluzik-Rostkowska KO | A. Kosztowniak PiS | A. Kwiecień PiS                                 |            |                     | K. Frysztak KO |                      | M. Maliszewski PSL (2005) TD (2023) | R. Fogiel PiS      | A. Górska PiS |                         |          |                |          |                  |          | M. Suski PiS |

### Wybory parlamentarne 2001
| Komitet wyborczy                                      | Komitet wyborczy                              | Głosów | %     | Mandaty | Wybrani posłowie                                                       |
| ----------------------------------------------------- | --------------------------------------------- | ------ | ----- | ------- | ---------------------------------------------------------------------- |
|                                                       | KKW Sojusz Lewicy Demokratycznej – Unia Pracy | 81 613 | 34,38 | 3       | Marek Wikiński, Danuta Grabowska, Tomasz Nałęcz                        |
|                                                       | Polskie Stronnictwo Ludowe                    | 42 956 | 18,10 | 2       | Zbigniew Kuźmiuk, Dariusz Grabowski, Tadeusz Balcerowski, Maria Dziuba |
|                                                       | Samoobrona Rzeczpospolitej Polskiej           | 32 132 | 13,54 | 1       | Wanda Łyżwińska                                                        |
|                                                       | KWW Platforma Obywatelska                     | 25 259 | 10,64 | 1       | Ewa Kopacz                                                             |
|                                                       | Prawo i Sprawiedliwość                        | 18 986 | 8,00  | 1       | Marek Suski                                                            |
|                                                       | Liga Polskich Rodzin                          | 18 292 | 7,71  | 1       | Jan Łopuszański                                                        |
|                                                       | KKW Akcja Wyborcza Solidarność Prawicy        | 12 995 | 5,47  | –       |                                                                        |
|                                                       | Unia Wolności                                 | 3776   | 1,59  | –       |                                                                        |
|                                                       | Alternatywa Ruch Społeczny                    | 1144   | 0,48  | –       |                                                                        |
|                                                       | Polska Unia Gospodarcza                       | 237    | 0,10  | –       |                                                                        |
| Frekwencja: 43,66% Źródło: Państwowa Komisja Wyborcza |                                               |        |       |         |                                                                        |

Poniższa tabela przedstawia podział mandatów dla komitetów wyborczych na podstawie uzyskanych głosów, a następnie obliczonych ilorazów wyborczych na podstawie zmodyfikowanej metody Sainte-Laguë.
| Podział mandatów dla komitetów wyborczych na podstawie zmodyfikowanej metody Sainte-Laguë | Podział mandatów dla komitetów wyborczych na podstawie zmodyfikowanej metody Sainte-Laguë | Podział mandatów dla komitetów wyborczych na podstawie zmodyfikowanej metody Sainte-Laguë | Podział mandatów dla komitetów wyborczych na podstawie zmodyfikowanej metody Sainte-Laguë | Podział mandatów dla komitetów wyborczych na podstawie zmodyfikowanej metody Sainte-Laguë | Podział mandatów dla komitetów wyborczych na podstawie zmodyfikowanej metody Sainte-Laguë | Podział mandatów dla komitetów wyborczych na podstawie zmodyfikowanej metody Sainte-Laguë | Podział mandatów dla komitetów wyborczych na podstawie zmodyfikowanej metody Sainte-Laguë | Podział mandatów dla komitetów wyborczych na podstawie zmodyfikowanej metody Sainte-Laguë | Podział mandatów dla komitetów wyborczych na podstawie zmodyfikowanej metody Sainte-Laguë | Podział mandatów dla komitetów wyborczych na podstawie zmodyfikowanej metody Sainte-Laguë | Podział mandatów dla komitetów wyborczych na podstawie zmodyfikowanej metody Sainte-Laguë |
| Komitet wyborczy                                                                          | Komitet wyborczy                                                                          | Liczba głosów                                                                             | Iloraz wyborczy                                                                           | Iloraz wyborczy                                                                           | Iloraz wyborczy                                                                           | Iloraz wyborczy                                                                           | Iloraz wyborczy                                                                           | Iloraz wyborczy                                                                           | Mandaty                                                                                   | TP                                                                                        |                                                                                           |
| Komitet wyborczy                                                                          | Komitet wyborczy                                                                          | Liczba głosów                                                                             | /1,4                                                                                      | /3                                                                                        | /5                                                                                        | /7                                                                                        | ...                                                                                       | /17                                                                                       | Mandaty                                                                                   | TP                                                                                        |                                                                                           |
| ----------------------------------------------------------------------------------------- | ----------------------------------------------------------------------------------------- | ----------------------------------------------------------------------------------------- | ----------------------------------------------------------------------------------------- | ----------------------------------------------------------------------------------------- | ----------------------------------------------------------------------------------------- | ----------------------------------------------------------------------------------------- | ----------------------------------------------------------------------------------------- | ----------------------------------------------------------------------------------------- | ----------------------------------------------------------------------------------------- | ----------------------------------------------------------------------------------------- | ----------------------------------------------------------------------------------------- |
|                                                                                           | KKW Sojusz Lewicy Demokratycznej – Unia Pracy                                             | 81 613                                                                                    | 58 295                                                                                    | 27 204                                                                                    | 16 323                                                                                    | 11 659                                                                                    | ...                                                                                       | 4801                                                                                      | 3                                                                                         | 3,35                                                                                      |                                                                                           |
|                                                                                           | Polskie Stronnictwo Ludowe                                                                | 42 956                                                                                    | 30 683                                                                                    | 14 319                                                                                    | 8591                                                                                      | 6137                                                                                      | ...                                                                                       | 2527                                                                                      | 2                                                                                         | 1,76                                                                                      |                                                                                           |
|                                                                                           | Samoobrona Rzeczpospolitej Polskiej                                                       | 32 132                                                                                    | 22 951                                                                                    | 10 711                                                                                    | 6426                                                                                      | 4590                                                                                      | ...                                                                                       | 1890                                                                                      | 1                                                                                         | 1,32                                                                                      |                                                                                           |
|                                                                                           | KWW Platforma Obywatelska                                                                 | 25 259                                                                                    | 18 042                                                                                    | 8420                                                                                      | 5052                                                                                      | 3608                                                                                      | ...                                                                                       | 1486                                                                                      | 1                                                                                         | 1,04                                                                                      |                                                                                           |
|                                                                                           | Prawo i Sprawiedliwość                                                                    | 18 986                                                                                    | 13 561                                                                                    | 6329                                                                                      | 3797                                                                                      | 2712                                                                                      | ...                                                                                       | 1117                                                                                      | 1                                                                                         | 0,78                                                                                      |                                                                                           |
|                                                                                           | Liga Polskich Rodzin                                                                      | 18 292                                                                                    | 13 066                                                                                    | 6097                                                                                      | 3658                                                                                      | 2613                                                                                      | ...                                                                                       | 1076                                                                                      | 1                                                                                         | 0,75                                                                                      |                                                                                           |
| Ogółem                                                                                    | Ogółem                                                                                    | 219 238                                                                                   | —                                                                                         | —                                                                                         | —                                                                                         | —                                                                                         | —                                                                                         | —                                                                                         | 9                                                                                         | 9                                                                                         |                                                                                           |

### Wybory parlamentarne 2005
| Komitet wyborczy                                      | Komitet wyborczy                        | Głosów | %     | Mandaty | Wybrani posłowie                               |
| ----------------------------------------------------- | --------------------------------------- | ------ | ----- | ------- | ---------------------------------------------- |
|                                                       | Prawo i Sprawiedliwość                  | 57 577 | 25,60 | 3       | Marek Suski, Lucyna Wiśniewska, Marzena Wróbel |
|                                                       | Samoobrona Rzeczpospolitej Polskiej     | 43 676 | 19,42 | 2       | Wanda Łyżwińska, Marzena Paduch                |
|                                                       | Platforma Obywatelska RP                | 35 134 | 15,62 | 1       | Ewa Kopacz                                     |
|                                                       | Polskie Stronnictwo Ludowe              | 29 868 | 13,28 | 1       | Mirosław Maliszewski                           |
|                                                       | Sojusz Lewicy Demokratycznej            | 22 266 | 9,90  | 1       | Marek Wikiński                                 |
|                                                       | Liga Polskich Rodzin                    | 18 146 | 8,07  | 1       | Witold Bałażak                                 |
|                                                       | Socjaldemokracja Polska                 | 5911   | 2,63  | –       |                                                |
|                                                       | Platforma Janusza Korwin-Mikke          | 3291   | 1,46  | –       |                                                |
|                                                       | Partia Demokratyczna – demokraci.pl     | 2444   | 1,09  | –       |                                                |
|                                                       | Ruch Patriotyczny                       | 2052   | 0,91  | –       |                                                |
|                                                       | Centrum                                 | 1675   | 0,74  | –       |                                                |
|                                                       | Polska Partia Pracy                     | 1152   | 0,51  | –       |                                                |
|                                                       | Polska Partia Narodowa                  | 770    | 0,34  | –       |                                                |
|                                                       | Inicjatywa RP                           | 436    | 0,19  | –       |                                                |
|                                                       | Narodowe Odrodzenie Polski              | 274    | 0,12  | –       |                                                |
|                                                       | KWW – Ogólnopolska Koalicja Obywatelska | 237    | 0,11  | –       |                                                |
| Frekwencja: 40,67% Źródło: Państwowa Komisja Wyborcza |                                         |        |       |         |                                                |

Poniższa tabela przedstawia podział mandatów dla komitetów wyborczych na podstawie uzyskanych głosów, a następnie obliczonych ilorazów wyborczych na podstawie metody D’Hondta.
| Podział mandatów dla komitetów wyborczych na podstawie metody D’Hondta | Podział mandatów dla komitetów wyborczych na podstawie metody D’Hondta | Podział mandatów dla komitetów wyborczych na podstawie metody D’Hondta | Podział mandatów dla komitetów wyborczych na podstawie metody D’Hondta | Podział mandatów dla komitetów wyborczych na podstawie metody D’Hondta | Podział mandatów dla komitetów wyborczych na podstawie metody D’Hondta | Podział mandatów dla komitetów wyborczych na podstawie metody D’Hondta | Podział mandatów dla komitetów wyborczych na podstawie metody D’Hondta | Podział mandatów dla komitetów wyborczych na podstawie metody D’Hondta | Podział mandatów dla komitetów wyborczych na podstawie metody D’Hondta | Podział mandatów dla komitetów wyborczych na podstawie metody D’Hondta |
| Komitet wyborczy                                                       | Komitet wyborczy                                                       | Liczba głosów                                                          | Iloraz wyborczy                                                        | Iloraz wyborczy                                                        | Iloraz wyborczy                                                        | Iloraz wyborczy                                                        | Iloraz wyborczy                                                        | Iloraz wyborczy                                                        | Mandaty                                                                | TP                                                                     |
| Komitet wyborczy                                                       | Komitet wyborczy                                                       | Liczba głosów                                                          | /1                                                                     | /2                                                                     | /3                                                                     | /4                                                                     | ...                                                                    | /9                                                                     | Mandaty                                                                | TP                                                                     |
| ---------------------------------------------------------------------- | ---------------------------------------------------------------------- | ---------------------------------------------------------------------- | ---------------------------------------------------------------------- | ---------------------------------------------------------------------- | ---------------------------------------------------------------------- | ---------------------------------------------------------------------- | ---------------------------------------------------------------------- | ---------------------------------------------------------------------- | ---------------------------------------------------------------------- | ---------------------------------------------------------------------- |
|                                                                        | Prawo i Sprawiedliwość                                                 | 57 577                                                                 | 57 577                                                                 | 28 789                                                                 | 19 192                                                                 | 14 394                                                                 | ...                                                                    | 6397                                                                   | 3                                                                      | 2,51                                                                   |
|                                                                        | Samoobrona Rzeczpospolitej Polskiej                                    | 43 676                                                                 | 43 676                                                                 | 21 838                                                                 | 14 559                                                                 | 10 919                                                                 | ...                                                                    | 4853                                                                   | 2                                                                      | 1,90                                                                   |
|                                                                        | Platforma Obywatelska RP                                               | 35 134                                                                 | 35 134                                                                 | 17 567                                                                 | 11 711                                                                 | 8784                                                                   | ...                                                                    | 3904                                                                   | 1                                                                      | 1,53                                                                   |
|                                                                        | Polskie Stronnictwo Ludowe                                             | 29 868                                                                 | 29 868                                                                 | 14 934                                                                 | 9956                                                                   | 7467                                                                   | ...                                                                    | 3319                                                                   | 1                                                                      | 1,30                                                                   |
|                                                                        | Sojusz Lewicy Demokratycznej                                           | 22 266                                                                 | 22 266                                                                 | 11 133                                                                 | 7422                                                                   | 5567                                                                   | ...                                                                    | 2474                                                                   | 1                                                                      | 0,97                                                                   |
|                                                                        | Liga Polskich Rodzin                                                   | 18 146                                                                 | 18 146                                                                 | 9073                                                                   | 6049                                                                   | 4537                                                                   | ...                                                                    | 2016                                                                   | 1                                                                      | 0,79                                                                   |
| Ogółem                                                                 | Ogółem                                                                 | 206 667                                                                | —                                                                      | —                                                                      | —                                                                      | —                                                                      | —                                                                      | —                                                                      | 9                                                                      | 9                                                                      |

### Wybory parlamentarne 2007
| Komitet wyborczy                                      | Komitet wyborczy                      | Głosów  | %     | Mandaty | Wybrani posłowie                                          |
| ----------------------------------------------------- | ------------------------------------- | ------- | ----- | ------- | --------------------------------------------------------- |
|                                                       | Prawo i Sprawiedliwość                | 121 685 | 42,72 | 4       | Marek Suski, Dariusz Bąk, Marzena Wróbel, Krzysztof Sońta |
|                                                       | Platforma Obywatelska RP              | 80 435  | 28,24 | 3       | Ewa Kopacz, Radosław Witkowski, Czesław Czechyra          |
|                                                       | Polskie Stronnictwo Ludowe            | 42 789  | 15,02 | 1       | Mirosław Maliszewski                                      |
|                                                       | KKW Lewica i Demokraci SLD+SDPL+PD+UP | 25 451  | 8,94  | 1       | Marek Wikiński                                            |
|                                                       | Samoobrona Rzeczpospolitej Polskiej   | 7584    | 2,66  | –       |                                                           |
|                                                       | Liga Polskich Rodzin                  | 4253    | 1,49  | –       |                                                           |
|                                                       | Polska Partia Pracy                   | 2642    | 0,93  | –       |                                                           |
| Frekwencja: 50,56% Źródło: Państwowa Komisja Wyborcza |                                       |         |       |         |                                                           |

Poniższa tabela przedstawia podział mandatów dla komitetów wyborczych na podstawie uzyskanych głosów, a następnie obliczonych ilorazów wyborczych na podstawie metody D’Hondta.
| Podział mandatów dla komitetów wyborczych na podstawie metody D’Hondta | Podział mandatów dla komitetów wyborczych na podstawie metody D’Hondta | Podział mandatów dla komitetów wyborczych na podstawie metody D’Hondta | Podział mandatów dla komitetów wyborczych na podstawie metody D’Hondta | Podział mandatów dla komitetów wyborczych na podstawie metody D’Hondta | Podział mandatów dla komitetów wyborczych na podstawie metody D’Hondta | Podział mandatów dla komitetów wyborczych na podstawie metody D’Hondta | Podział mandatów dla komitetów wyborczych na podstawie metody D’Hondta | Podział mandatów dla komitetów wyborczych na podstawie metody D’Hondta | Podział mandatów dla komitetów wyborczych na podstawie metody D’Hondta | Podział mandatów dla komitetów wyborczych na podstawie metody D’Hondta | Podział mandatów dla komitetów wyborczych na podstawie metody D’Hondta |
| Komitet wyborczy                                                       | Komitet wyborczy                                                       | Liczba głosów                                                          | Iloraz wyborczy                                                        | Iloraz wyborczy                                                        | Iloraz wyborczy                                                        | Iloraz wyborczy                                                        | Iloraz wyborczy                                                        | Iloraz wyborczy                                                        | Iloraz wyborczy                                                        | Mandaty                                                                | TP                                                                     |
| Komitet wyborczy                                                       | Komitet wyborczy                                                       | Liczba głosów                                                          | /1                                                                     | /2                                                                     | /3                                                                     | /4                                                                     | /5                                                                     | ...                                                                    | /9                                                                     | Mandaty                                                                | TP                                                                     |
| ---------------------------------------------------------------------- | ---------------------------------------------------------------------- | ---------------------------------------------------------------------- | ---------------------------------------------------------------------- | ---------------------------------------------------------------------- | ---------------------------------------------------------------------- | ---------------------------------------------------------------------- | ---------------------------------------------------------------------- | ---------------------------------------------------------------------- | ---------------------------------------------------------------------- | ---------------------------------------------------------------------- | ---------------------------------------------------------------------- |
|                                                                        | Prawo i Sprawiedliwość                                                 | 121 685                                                                | 121 685                                                                | 60 843                                                                 | 40 562                                                                 | 30 421                                                                 | 24 337                                                                 | ...                                                                    | 13 521                                                                 | 4                                                                      | 4,06                                                                   |
|                                                                        | Platforma Obywatelska RP                                               | 80 435                                                                 | 80 435                                                                 | 40 218                                                                 | 26 812                                                                 | 20 109                                                                 | 16 087                                                                 | ...                                                                    | 8937                                                                   | 3                                                                      | 2,69                                                                   |
|                                                                        | Polskie Stronnictwo Ludowe                                             | 42 789                                                                 | 42 789                                                                 | 21 395                                                                 | 14 263                                                                 | 10 697                                                                 | 8558                                                                   | ...                                                                    | 4754                                                                   | 1                                                                      | 1,43                                                                   |
|                                                                        | KKW Lewica i Demokraci SLD+SDPL+PD+UP                                  | 25 451                                                                 | 25 451                                                                 | 12 726                                                                 | 8484                                                                   | 6363                                                                   | 5090                                                                   | ...                                                                    | 2828                                                                   | 1                                                                      | 0,85                                                                   |
| Ogółem                                                                 | Ogółem                                                                 | 269 450                                                                | —                                                                      | —                                                                      | —                                                                      | —                                                                      | —                                                                      | —                                                                      | —                                                                      | 9                                                                      | 9                                                                      |

### Wybory parlamentarne 2011
| Komitet wyborczy                                      | Komitet wyborczy                  | Głosów  | %     | Mandaty | Wybrani posłowie                                                            |
| ----------------------------------------------------- | --------------------------------- | ------- | ----- | ------- | --------------------------------------------------------------------------- |
|                                                       | Prawo i Sprawiedliwość            | 103 798 | 40,15 | 4       | Zbigniew Kuźmiuk, Marek Suski, Marzena Wróbel, Dariusz Bąk, Krzysztof Sońta |
|                                                       | Platforma Obywatelska RP          | 67 349  | 26,05 | 3       | Ewa Kopacz, Radosław Witkowski, Czesław Czechyra, Małgorzata Woźniak        |
|                                                       | Polskie Stronnictwo Ludowe        | 36 488  | 14,11 | 1       | Mirosław Maliszewski                                                        |
|                                                       | Ruch Palikota                     | 22 056  | 8,53  | 1       | Armand Ryfiński                                                             |
|                                                       | Sojusz Lewicy Demokratycznej      | 19 828  | 7,67  | –       |                                                                             |
|                                                       | Polska Jest Najważniejsza         | 4575    | 1,77  | –       |                                                                             |
|                                                       | Prawica                           | 2926    | 1,13  | –       |                                                                             |
|                                                       | Polska Partia Pracy – Sierpień 80 | 1515    | 0,59  | –       |                                                                             |
| Frekwencja: 46,71% Źródło: Państwowa Komisja Wyborcza |                                   |         |       |         |                                                                             |

Poniższa tabela przedstawia podział mandatów dla komitetów wyborczych na podstawie uzyskanych głosów, a następnie obliczonych ilorazów wyborczych na podstawie metody D’Hondta.
| Podział mandatów dla komitetów wyborczych na podstawie metody D’Hondta | Podział mandatów dla komitetów wyborczych na podstawie metody D’Hondta | Podział mandatów dla komitetów wyborczych na podstawie metody D’Hondta | Podział mandatów dla komitetów wyborczych na podstawie metody D’Hondta | Podział mandatów dla komitetów wyborczych na podstawie metody D’Hondta | Podział mandatów dla komitetów wyborczych na podstawie metody D’Hondta | Podział mandatów dla komitetów wyborczych na podstawie metody D’Hondta | Podział mandatów dla komitetów wyborczych na podstawie metody D’Hondta | Podział mandatów dla komitetów wyborczych na podstawie metody D’Hondta | Podział mandatów dla komitetów wyborczych na podstawie metody D’Hondta | Podział mandatów dla komitetów wyborczych na podstawie metody D’Hondta | Podział mandatów dla komitetów wyborczych na podstawie metody D’Hondta |
| Komitet wyborczy                                                       | Komitet wyborczy                                                       | Liczba głosów                                                          | Iloraz wyborczy                                                        | Iloraz wyborczy                                                        | Iloraz wyborczy                                                        | Iloraz wyborczy                                                        | Iloraz wyborczy                                                        | Iloraz wyborczy                                                        | Iloraz wyborczy                                                        | Mandaty                                                                | TP                                                                     |
| Komitet wyborczy                                                       | Komitet wyborczy                                                       | Liczba głosów                                                          | /1                                                                     | /2                                                                     | /3                                                                     | /4                                                                     | /5                                                                     | ...                                                                    | /9                                                                     | Mandaty                                                                | TP                                                                     |
| ---------------------------------------------------------------------- | ---------------------------------------------------------------------- | ---------------------------------------------------------------------- | ---------------------------------------------------------------------- | ---------------------------------------------------------------------- | ---------------------------------------------------------------------- | ---------------------------------------------------------------------- | ---------------------------------------------------------------------- | ---------------------------------------------------------------------- | ---------------------------------------------------------------------- | ---------------------------------------------------------------------- | ---------------------------------------------------------------------- |
|                                                                        | Prawo i Sprawiedliwość                                                 | 103 798                                                                | 103 798                                                                | 51 889                                                                 | 34 599                                                                 | 25 950                                                                 | 20 760                                                                 | ...                                                                    | 11 533                                                                 | 4                                                                      | 3,74                                                                   |
|                                                                        | Platforma Obywatelska RP                                               | 67 349                                                                 | 67 349                                                                 | 33 675                                                                 | 22 450                                                                 | 16 837                                                                 | 13 470                                                                 | ...                                                                    | 7483                                                                   | 3                                                                      | 2,43                                                                   |
|                                                                        | Polskie Stronnictwo Ludowe                                             | 36 488                                                                 | 36 488                                                                 | 18 244                                                                 | 12 163                                                                 | 9122                                                                   | 7298                                                                   | ...                                                                    | 4054                                                                   | 1                                                                      | 1,32                                                                   |
|                                                                        | Ruch Palikota                                                          | 22 056                                                                 | 22 056                                                                 | 11 028                                                                 | 7352                                                                   | 5514                                                                   | 4411                                                                   | ...                                                                    | 2451                                                                   | 1                                                                      | 0,80                                                                   |
|                                                                        | Sojusz Lewicy Demokratycznej                                           | 19 828                                                                 | 19 828                                                                 | 9914                                                                   | 6609                                                                   | 4957                                                                   | 3966                                                                   | ...                                                                    | 2203                                                                   | 0                                                                      | 0,72                                                                   |
| Ogółem                                                                 | Ogółem                                                                 | 249 519                                                                | —                                                                      | —                                                                      | —                                                                      | —                                                                      | —                                                                      | —                                                                      | —                                                                      | 9                                                                      | 9                                                                      |

### Wybory parlamentarne 2015
| Komitet wyborczy                                      | Komitet wyborczy                             | Głosów  | %     | Mandaty | Wybrani posłowie                                                                   |
| ----------------------------------------------------- | -------------------------------------------- | ------- | ----- | ------- | ---------------------------------------------------------------------------------- |
|                                                       | Prawo i Sprawiedliwość                       | 130 758 | 47,49 | 5       | Marek Suski, Andrzej Kosztowniak, Dariusz Bąk, Anna Kwiecień, Wojciech Skurkiewicz |
|                                                       | Platforma Obywatelska RP                     | 48 332  | 17,55 | 2       | Leszek Ruszczyk, Anna Białkowska                                                   |
|                                                       | Polskie Stronnictwo Ludowe                   | 25 933  | 9,42  | 1       | Mirosław Maliszewski                                                               |
|                                                       | KWW Kukiz’15                                 | 23 149  | 8,41  | 1       | Robert Mordak                                                                      |
|                                                       | KKW Zjednoczona Lewica SLD+TR+PPS+UP+Zieloni | 13 258  | 4,82  | –       |                                                                                    |
|                                                       | Nowoczesna Ryszarda Petru                    | 13 233  | 4,81  | –       |                                                                                    |
|                                                       | KORWiN                                       | 10 770  | 3,91  | –       |                                                                                    |
|                                                       | Partia Razem                                 | 7203    | 2,61  | –       |                                                                                    |
|                                                       | KWW Zbigniewa Stonogi                        | 2050    | 0,74  | –       |                                                                                    |
|                                                       | Kongres Nowej Prawicy                        | 656     | 0,24  | –       |                                                                                    |
| Frekwencja: 49,38% Źródło: Państwowa Komisja Wyborcza |                                              |         |       |         |                                                                                    |

Poniższa tabela przedstawia podział mandatów dla komitetów wyborczych na podstawie uzyskanych głosów, a następnie obliczonych ilorazów wyborczych na podstawie metody D’Hondta.
| Podział mandatów dla komitetów wyborczych na podstawie metody D’Hondta | Podział mandatów dla komitetów wyborczych na podstawie metody D’Hondta | Podział mandatów dla komitetów wyborczych na podstawie metody D’Hondta | Podział mandatów dla komitetów wyborczych na podstawie metody D’Hondta | Podział mandatów dla komitetów wyborczych na podstawie metody D’Hondta | Podział mandatów dla komitetów wyborczych na podstawie metody D’Hondta | Podział mandatów dla komitetów wyborczych na podstawie metody D’Hondta | Podział mandatów dla komitetów wyborczych na podstawie metody D’Hondta | Podział mandatów dla komitetów wyborczych na podstawie metody D’Hondta | Podział mandatów dla komitetów wyborczych na podstawie metody D’Hondta | Podział mandatów dla komitetów wyborczych na podstawie metody D’Hondta | Podział mandatów dla komitetów wyborczych na podstawie metody D’Hondta | Podział mandatów dla komitetów wyborczych na podstawie metody D’Hondta |
| Komitet wyborczy                                                       | Komitet wyborczy                                                       | Liczba głosów                                                          | Iloraz wyborczy                                                        | Iloraz wyborczy                                                        | Iloraz wyborczy                                                        | Iloraz wyborczy                                                        | Iloraz wyborczy                                                        | Iloraz wyborczy                                                        | Iloraz wyborczy                                                        | Iloraz wyborczy                                                        | Mandaty                                                                | TP                                                                     |
| Komitet wyborczy                                                       | Komitet wyborczy                                                       | Liczba głosów                                                          | /1                                                                     | /2                                                                     | /3                                                                     | /4                                                                     | /5                                                                     | /6                                                                     | ...                                                                    | /9                                                                     | Mandaty                                                                | TP                                                                     |
| ---------------------------------------------------------------------- | ---------------------------------------------------------------------- | ---------------------------------------------------------------------- | ---------------------------------------------------------------------- | ---------------------------------------------------------------------- | ---------------------------------------------------------------------- | ---------------------------------------------------------------------- | ---------------------------------------------------------------------- | ---------------------------------------------------------------------- | ---------------------------------------------------------------------- | ---------------------------------------------------------------------- | ---------------------------------------------------------------------- | ---------------------------------------------------------------------- |
|                                                                        | Prawo i Sprawiedliwość                                                 | 130 758                                                                | 130 758                                                                | 65 379                                                                 | 43 589                                                                 | 32 690                                                                 | 26 152                                                                 | 21 793                                                                 | ...                                                                    | 14 529                                                                 | 5                                                                      | 4,87                                                                   |
|                                                                        | Platforma Obywatelska RP                                               | 48 332                                                                 | 48 332                                                                 | 24 166                                                                 | 16 111                                                                 | 12 083                                                                 | 9666                                                                   | 8055                                                                   | ...                                                                    | 5370                                                                   | 2                                                                      | 1,80                                                                   |
|                                                                        | Polskie Stronnictwo Ludowe                                             | 25 933                                                                 | 25 933                                                                 | 12 967                                                                 | 8644                                                                   | 6483                                                                   | 5187                                                                   | 4322                                                                   | ...                                                                    | 2881                                                                   | 1                                                                      | 0,97                                                                   |
|                                                                        | KWW Kukiz’15                                                           | 23 149                                                                 | 23 149                                                                 | 11 575                                                                 | 7716                                                                   | 5787                                                                   | 4630                                                                   | 3858                                                                   | ...                                                                    | 2572                                                                   | 1                                                                      | 0,86                                                                   |
|                                                                        | Nowoczesna Ryszarda Petru                                              | 13 233                                                                 | 13 233                                                                 | 6617                                                                   | 4411                                                                   | 3308                                                                   | 2647                                                                   | 2206                                                                   | ...                                                                    | 1470                                                                   | 0                                                                      | 0,49                                                                   |
| Ogółem                                                                 | Ogółem                                                                 | 241 405                                                                | —                                                                      | —                                                                      | —                                                                      | —                                                                      | —                                                                      | —                                                                      | —                                                                      | —                                                                      | 9                                                                      | 9                                                                      |

### Wybory parlamentarne 2019
| Komitet wyborczy                                      | Komitet wyborczy                           | Głosów  | %     | Mandaty | Wybrani posłowie                                                                                |
| ----------------------------------------------------- | ------------------------------------------ | ------- | ----- | ------- | ----------------------------------------------------------------------------------------------- |
|                                                       | Prawo i Sprawiedliwość                     | 193 709 | 57,82 | 6       | Marek Suski, Radosław Fogiel, Anna Kwiecień, Andrzej Kosztowniak, Dariusz Bąk, Agnieszka Górska |
|                                                       | KKW Koalicja Obywatelska PO .N iPL Zieloni | 57 449  | 17,15 | 2       | Joanna Kluzik-Rostkowska, Konrad Frysztak                                                       |
|                                                       | Polskie Stronnictwo Ludowe                 | 34 185  | 10,20 | 1       | Mirosław Maliszewski                                                                            |
|                                                       | Sojusz Lewicy Demokratycznej               | 24 884  | 7,43  | –       |                                                                                                 |
|                                                       | Konfederacja Wolność i Niepodległość       | 19 724  | 5,89  | –       |                                                                                                 |
|                                                       | KWW Koalicja Bezpartyjni i Samorządowcy    | 2555    | 0,76  | –       |                                                                                                 |
|                                                       | Skuteczni Piotra Liroya-Marca              | 2503    | 0,75  | –       |                                                                                                 |
| Frekwencja: 60,84% Źródło: Państwowa Komisja Wyborcza |                                            |         |       |         |                                                                                                 |

Poniższa tabela przedstawia podział mandatów dla komitetów wyborczych na podstawie uzyskanych głosów, a następnie obliczonych ilorazów wyborczych na podstawie metody D’Hondta.
| Podział mandatów dla komitetów wyborczych na podstawie metody D’Hondta | Podział mandatów dla komitetów wyborczych na podstawie metody D’Hondta | Podział mandatów dla komitetów wyborczych na podstawie metody D’Hondta | Podział mandatów dla komitetów wyborczych na podstawie metody D’Hondta | Podział mandatów dla komitetów wyborczych na podstawie metody D’Hondta | Podział mandatów dla komitetów wyborczych na podstawie metody D’Hondta | Podział mandatów dla komitetów wyborczych na podstawie metody D’Hondta | Podział mandatów dla komitetów wyborczych na podstawie metody D’Hondta | Podział mandatów dla komitetów wyborczych na podstawie metody D’Hondta | Podział mandatów dla komitetów wyborczych na podstawie metody D’Hondta | Podział mandatów dla komitetów wyborczych na podstawie metody D’Hondta | Podział mandatów dla komitetów wyborczych na podstawie metody D’Hondta | Podział mandatów dla komitetów wyborczych na podstawie metody D’Hondta | Podział mandatów dla komitetów wyborczych na podstawie metody D’Hondta |
| Komitet wyborczy                                                       | Komitet wyborczy                                                       | Liczba głosów                                                          | Iloraz wyborczy                                                        | Iloraz wyborczy                                                        | Iloraz wyborczy                                                        | Iloraz wyborczy                                                        | Iloraz wyborczy                                                        | Iloraz wyborczy                                                        | Iloraz wyborczy                                                        | Iloraz wyborczy                                                        | Iloraz wyborczy                                                        | Mandaty                                                                | TP                                                                     |
| Komitet wyborczy                                                       | Komitet wyborczy                                                       | Liczba głosów                                                          | /1                                                                     | /2                                                                     | /3                                                                     | /4                                                                     | /5                                                                     | /6                                                                     | /7                                                                     | /8                                                                     | /9                                                                     | Mandaty                                                                | TP                                                                     |
| ---------------------------------------------------------------------- | ---------------------------------------------------------------------- | ---------------------------------------------------------------------- | ---------------------------------------------------------------------- | ---------------------------------------------------------------------- | ---------------------------------------------------------------------- | ---------------------------------------------------------------------- | ---------------------------------------------------------------------- | ---------------------------------------------------------------------- | ---------------------------------------------------------------------- | ---------------------------------------------------------------------- | ---------------------------------------------------------------------- | ---------------------------------------------------------------------- | ---------------------------------------------------------------------- |
|                                                                        | Prawo i Sprawiedliwość                                                 | 193 709                                                                | 193 709                                                                | 96 855                                                                 | 64 570                                                                 | 48 427                                                                 | 38 742                                                                 | 32 285                                                                 | 27 673                                                                 | 24 214                                                                 | 21 523                                                                 | 6                                                                      | 5,29                                                                   |
|                                                                        | KKW Koalicja Obywatelska PO .N iPL Zieloni                             | 57 449                                                                 | 57 449                                                                 | 28 725                                                                 | 19 150                                                                 | 14 362                                                                 | 11 490                                                                 | 9575                                                                   | 8207                                                                   | 7181                                                                   | 6383                                                                   | 2                                                                      | 1,57                                                                   |
|                                                                        | Polskie Stronnictwo Ludowe                                             | 34 185                                                                 | 34 185                                                                 | 17 093                                                                 | 11 395                                                                 | 8546                                                                   | 6837                                                                   | 5698                                                                   | 4884                                                                   | 4273                                                                   | 3798                                                                   | 1                                                                      | 0,93                                                                   |
|                                                                        | Sojusz Lewicy Demokratycznej                                           | 24 884                                                                 | 24 884                                                                 | 12 442                                                                 | 8295                                                                   | 6221                                                                   | 4977                                                                   | 4147                                                                   | 3555                                                                   | 3111                                                                   | 2765                                                                   | 0                                                                      | 0,68                                                                   |
|                                                                        | Konfederacja Wolność i Niepodległość                                   | 19 274                                                                 | 19 274                                                                 | 9637                                                                   | 6425                                                                   | 4819                                                                   | 3855                                                                   | 3212                                                                   | 2753                                                                   | 2409                                                                   | 2142                                                                   | 0                                                                      | 0,53                                                                   |
| Ogółem                                                                 | Ogółem                                                                 | 329 501                                                                | —                                                                      | —                                                                      | —                                                                      | —                                                                      | —                                                                      | —                                                                      | —                                                                      | —                                                                      | —                                                                      | 9                                                                      | 9                                                                      |

### Wybory parlamentarne 2023
| Komitet wyborczy                                      | Komitet wyborczy                                                           | Głosów  | %     | Mandaty | Wybrani posłowie                                                                                     |
| ----------------------------------------------------- | -------------------------------------------------------------------------- | ------- | ----- | ------- | --- |
|                                                       | Prawo i Sprawiedliwość                                                     | 190 418 | 48,68 | 6       | Marek Suski, Anna Kwiecień, Radosław Fogiel, Zbigniew Kuźmiuk, Agnieszka Górska, Andrzej Kosztowniak |
|                                                       | KKW Koalicja Obywatelska PO .N iPL Zieloni                                 | 82 003  | 20,96 | 2       | Konrad Frysztak, Joanna Kluzik-Rostkowska                                                            |
|                                                       | KKW Trzecia Droga Polska 2050 Szymona Hołowni – Polskie Stronnictwo Ludowe | 54 690  | 13,98 | 1       | Mirosław Maliszewski                                                                                 |
|                                                       | Konfederacja Wolność i Niepodległość                                       | 28 593  | 7,31  | –       | |
|                                                       | Nowa Lewica                                                                | 20 874  | 5,34  | –       | |
|                                                       | Bezpartyjni Samorządowcy                                                   | 6673    | 1,71  | –       | |
|                                                       | Polska Jest Jedna                                                          | 5983    | 1,53  | –       | |
|                                                       | KWW Ruchu Dobrobytu i Pokoju                                               | 1687    | 0,43  | –       | |
| Frekwencja: 74,48% Źródło: Państwowa Komisja Wyborcza |                                                                            |         |       |         | |

Poniższa tabela przedstawia podział mandatów dla komitetów wyborczych na podstawie uzyskanych głosów, a następnie obliczonych ilorazów wyborczych na podstawie metody D’Hondta.
| Podział mandatów dla komitetów wyborczych na podstawie metody D’Hondta | Podział mandatów dla komitetów wyborczych na podstawie metody D’Hondta     | Podział mandatów dla komitetów wyborczych na podstawie metody D’Hondta | Podział mandatów dla komitetów wyborczych na podstawie metody D’Hondta | Podział mandatów dla komitetów wyborczych na podstawie metody D’Hondta | Podział mandatów dla komitetów wyborczych na podstawie metody D’Hondta | Podział mandatów dla komitetów wyborczych na podstawie metody D’Hondta | Podział mandatów dla komitetów wyborczych na podstawie metody D’Hondta | Podział mandatów dla komitetów wyborczych na podstawie metody D’Hondta | Podział mandatów dla komitetów wyborczych na podstawie metody D’Hondta | Podział mandatów dla komitetów wyborczych na podstawie metody D’Hondta | Podział mandatów dla komitetów wyborczych na podstawie metody D’Hondta | Podział mandatów dla komitetów wyborczych na podstawie metody D’Hondta | Podział mandatów dla komitetów wyborczych na podstawie metody D’Hondta |
| Komitet wyborczy                                                       | Komitet wyborczy                                                           | Liczba głosów                                                          | Iloraz wyborczy                                                        | Iloraz wyborczy                                                        | Iloraz wyborczy                                                        | Iloraz wyborczy                                                        | Iloraz wyborczy                                                        | Iloraz wyborczy                                                        | Iloraz wyborczy                                                        | Iloraz wyborczy                                                        | Iloraz wyborczy                                                        | Mandaty                                                                | TP                                                                     |
| Komitet wyborczy                                                       | Komitet wyborczy                                                           | Liczba głosów                                                          | /1                                                                     | /2                                                                     | /3                                                                     | /4                                                                     | /5                                                                     | /6                                                                     | /7                                                                     | /8                                                                     | /9                                                                     | Mandaty                                                                | TP                                                                     |
| ---------------------------------------------------------------------- | -------------------------------------------------------------------------- | ---------------------------------------------------------------------- | ---------------------------------------------------------------------- | ---------------------------------------------------------------------- | ---------------------------------------------------------------------- | ---------------------------------------------------------------------- | ---------------------------------------------------------------------- | ---------------------------------------------------------------------- | ---------------------------------------------------------------------- | ---------------------------------------------------------------------- | ---------------------------------------------------------------------- | ---------------------------------------------------------------------- | ---------------------------------------------------------------------- |
|                                                                        | Prawo i Sprawiedliwość                                                     | 190 418                                                                | 190 418                                                                | 95 209                                                                 | 63 473                                                                 | 47 605                                                                 | 38 084                                                                 | 31 736                                                                 | 27 203                                                                 | 23 802                                                                 | 21 158                                                                 | 6                                                                      | 4,55                                                                   |
|                                                                        | KKW Koalicja Obywatelska PO .N iPL Zieloni                                 | 82 003                                                                 | 82 003                                                                 | 41 002                                                                 | 27 334                                                                 | 20 501                                                                 | 16 401                                                                 | 13 667                                                                 | 11 715                                                                 | 10 250                                                                 | 9111                                                                   | 2                                                                      | 1,96                                                                   |
|                                                                        | KKW Trzecia Droga Polska 2050 Szymona Hołowni – Polskie Stronnictwo Ludowe | 54 690                                                                 | 54 690                                                                 | 27 345                                                                 | 18 230                                                                 | 13 673                                                                 | 10 938                                                                 | 9115                                                                   | 7813                                                                   | 6836                                                                   | 6077                                                                   | 1                                                                      | 1,31                                                                   |
|                                                                        | Konfederacja Wolność i Niepodległość                                       | 28 593                                                                 | 28 593                                                                 | 14 297                                                                 | 9531                                                                   | 7148                                                                   | 5719                                                                   | 4766                                                                   | 4085                                                                   | 3574                                                                   | 3177                                                                   | 0                                                                      | 0,68                                                                   |
|                                                                        | Nowa Lewica                                                                | 20 874                                                                 | 20 874                                                                 | 10 437                                                                 | 6958                                                                   | 5219                                                                   | 4175                                                                   | 3479                                                                   | 2982                                                                   | 2609                                                                   | 2319                                                                   | 0                                                                      | 0,50                                                                   |
| Ogółem                                                                 | Ogółem                                                                     | 376 578                                                                | —                                                                      | —                                                                      | —                                                                      | —                                                                      | —                                                                      | —                                                                      | —                                                                      | —                                                                      | —                                                                      | 9                                                                      | 9                                                                      |